# وروار صغير
وروار صغير (الاسم العلمي: Merops pusillus) هو نوع من الطيور يتبع جنس الوروار من فصيلة الوروارية.